# Ден на победата (Турция)
Ден на победата (на турски: Zafer Bayramı), познат също като Ден на Турската армия (на турски: Türk Silahlı Kuvvetleri Günü) e национален празник на Република Турция и честване на решителната победа в битката при Думлупънар на 30 август 1922 г.
Празникът също така се чества в Севернокипърската турска република (СКТР).

## История
Празникът отбелязва решителната победа в Битката при Думлупънар, последната битка между Гърция и Турция на 30 август 1922 година, след която гръцките войски се изтеглят от Анадола приключва. Денят на победата се чества като официален празник от 1926 г. и се празнува за първи път на 30 август 1923 г.

## Обичаи и тържества
Денят на победата се празнува в Турция и в Севернокипърската турска република (СКТР) и е празник на турските въоръжени сили. Основното тържество се провежда в мавзолея на Ататюрк - Анъткабир в Анкара, където президентът на Турция ръководи длъжностни лица в полагането на венци и след това произнася реч.   Церемония се провежда и във Военната академия в Истанбул, като всички военни повишения са направени на този ден, докато парадите се провеждат в големите градове в цялата страна, а Анкара също е домакин на национален парад в чест на празника. 30 август е денят на дипломирането на военни училища в Турция.
Вечерта в големите градове се провеждат празнични концерти в чест на мъжете и жените от въоръжените сили.Президентът на Турция, изпълняващ ролята на главнокомандващ, е домакин на събитие в президентството. 

## Галерия от тържеството
- Турски войник на BA-3/6 по време на военен парад в Анкара (1935)
- Честване на Деня на победата в Северна Никозия, Северен Кипър (2006)
- Президентът Реджеп Тайип Ердоган поздравява хората по време на парада (2014 г.)